# Kapitein-vlieger Michael Donkervoortbrug
Het Kapitein-vlieger Michael Donkervoortbrug is een viaduct over de autosnelweg A50 bij Veghel en de buurtschap Driehuizen in de gemeente Meierijstad.
Het viaduct is onderdeel van afrit 12 van de A50 en werd in 2005 in gebruik genomen onder de naam Driehuizen.
In juni 2020 is het viaduct vernoemd naar de op 31 augustus 2006 tijdens de Task Force Uruzgan omgekomen kapitein-vlieger bij de Koninklijke Luchtmacht Michael Donkervoort.